# Соогочский сапотекский язык
Соогочский сапотекский язык (Zapoteco de San Bartolomé Zoogocho, Zoogocho Zapotec) — сапотекский язык, на котором говорят в городах Мехико, Оахака-де-Хуарес, Соогочо, Табеуа, Ялина штата Оахака в Мексике.
Соогочский сапотекский язык имеет диалекты соогочский, табеуанский и ялинанский.